# Alex Mack
Alex Mack, The Secret World of Alex Mack, var en tv-serie på Nickelodeon. Huvudrollen som Alex Mack spelas av Larisa Oleynik.
Programmet sändes i Sverige på TV4 och Barnkanalen.

## Handling
Alex Mack promenerar hem en dag och får kemikalien GC161 på sig när en lastbil nästan kör på henne. Hon springer hem och visar sin syster Annie Mack, då hon får veta att hon lyser guld i ansiktet, hon upptäcker också att hon har fått speciella krafter, såsom telekinesi, att kunna skjuta elektricitet och bli till vatten. Alex måste nu se till att inte bli upptäckt av någon, speciellt inte av dem som försöker hitta henne efter olyckan med lastbilen.

## Skådespelare
- Larisa Oleynik - Alex Mack
- Darris LoveRay - Alvarado
- Meredith Bishop - Annie Mack
- Michael Blakley - George Mack
- Dorian Lopinto - Barbara Mack